# Lutz Haberlandt
Lutz Haberlandt (ur. 29 kwietnia 1938 w Berlinie, zm. 27 maja 1962 tamże) – ofiara śmiertelna Muru Berlińskiego zmarła wskutek postrzelenia przez wojska graniczne NRD podczas próby ucieczki do Berlina Zachodniego.

## Życiorys
Lutz Haberlandt dorastał wraz z dwójką rodzeństwa we wschodnioberlińskiej dzielnicy Prenzlauer Berg. Po ukończeniu szkoły uczył się zawodu murarza. W wieku 24 lat mieszkał jeszcze u rodziców przy Danziger Straße. Rodzina utrzymywała kontakty z krewnymi mieszkającymi w Berlinie Zachodnim. W szacunkach organów bezpieczeństwa NRD Lutz Haberlandt uchodził za „niezaangażowanego politycznie”.

## Ucieczka i śmierć
W ciepły niedzielny dzień 27 maja 1962 r. Haberlandt wybrał się około południa do lokalu, gdzie w towarzystwie przypadkowo spotkanych znajomych pił piwo. W trakcie rozmowy nie zwierzał się z jakichkolwiek zamiarów ucieczki. Już po południu udał się w okolice leżącego w śródmieściu, bezpośrednio przy granicy sektorów szpitala Charité. Dwóch funkcjonariuszy Transportpolizei zauważyło go około godziny 16:00, kiedy to wspiął się na dach jednego z budynków gospodarczych, gdzie zdejmując kurtkę i buty położył się w słońcu. Niedługo potem zeskoczył z dachu i przeskoczył mur wdzierając się do wewnętrznego pasa umocnień. Zauważyli go żołnierze wojsk granicznych pełniący straż na posterunku znajdującym się przy gmachu Sądu Najwyższego NRD, spośród których jeden po oddaniu strzału ostrzegawczego strzelił następnie do samego uciekiniera, trafiając go przy tym w głowę. Przez około 40 minut ranny Haberlandt przeleżał w zaroślach, gdzie pozbawiony pomocy medycznej wykrwawił się i zmarł. Do uciekiniera strzelali także i inni żołnierze, wskutek czego jedna z kul trafiła w teren Berlina Zachodniego. Zachodnioberlińscy policjanci również odpowiedzieli ogniem, trafiając przy tej okazji jednego z żołnierzy NRD w hełm.
Funkcjonariusze służby bezpieczeństwa zjawili się u rodziny Haberlandta następnego poranka o godzinie 4:00, powiadamiając o śmierci oraz jej przyczynach. Mieszkanie zostało przeszukane, na rodzinie wymuszono zgodę na kremację zwłok. 8 lipca urna z prochami zabitego spoczęła na cmentarzu w dzielnicy Weißensee. Rodzice ofiary do momentu jej śmierci nie wiedzieli ani o planach, jak też i o motywach ucieczki.
Po zjednoczeniu Niemiec wszczęto postępowanie przeciwko strzelającemu do Haberlandta żołnierzowi, którego skazano w 1996 r. wyrokiem 1 roku i 6 miesięcy pozbawienia wolności w zawieszeniu.
O pamięci zabitego przypomina jeden z białych krzyży pamięci na nabrzeżu w okolicy budynku Reichstagu.